# Paul Mezger
Paul Mezger OSB, häufig auch Paul Metzger oder Paulus Mezger, geboren als Johann Marquard Mezger (* 23. November 1637 in Eichstätt; † 12. April 1702 in Salzburg) war ein deutscher Benediktinerpater, Theologe, Historiker und Hochschullehrer.

## Leben
Mezger war der Sohn des fürsterzbischöflichen Hofkanzlers unter Paris Graf von Lodron Johann Christoph Mezger (1594–1658). Am 23. November 1653 trat er wie zuvor schon seine Brüder Franz und Joseph Mezger in das Benediktinerstift St. Peter in Salzburg ein. Er erhielt dort die Priesterweihe und hielt am 27. Dezember 1660 seine erste Heilige Messe. In dieser Zeit wurde er Lehrer am Akademischen Gymnasium, bevor er 1666 Novizenmeister in St. Peter wurde sowie Prediger auf dem Salzburger Nonnberg.
Mezger erhielt 1668 eine Professur an der Philosophischen Fakultät der Universität Salzburg und war dort 1669/1670 Dekan. Im Jahr 1670 wurde er Lehrer der Philosophie am Stift Göttweig. 1673 kehrte er nach Salzburg zurück, wurde zum Dr. theol. promoviert und übernahm eine Professur der scholastischen Theologie. Von 1688 bis 1691 hatte er die für Kontroverstheologie und bis 1700 daneben auch die der Heiligen Schrift inne. In den akademischen Jahren 1677/1678, 1680/1681, 1684/1685, 1688/1689 und 1694/1695 war er Dekan der Theologischen Fakultät. Von 1683 bis 1701 war er Prokanzler der Universität.
Mezger gehörte zu den Vertretern des Salzburger Thomismus. Mit Jean Mabillon verband ihn eine Freundschaft. Auf Veranlassung von Mezger wurde von 1694 bis 1794 von allen Universitätsangehörigen in Salzburg die Ablegung eines Eides über die unbefleckte Empfängnis Mariens verlangt.

## Werke (Auswahl)
- Somnia philosophorum de possibilibus et impossibilibus, Mayr, Salzburg 1670.
- Specula Marianae Devotionis, Sive Sacrae Allocutiones De Mediis Marianae Pietatis, Mayr, Salzburg 1677.
- Gratia Dei: pro publica disputatione theologica proposita, Mayr, Salzburg 1681.
- mit seinen Brüdern Franz und Joseph: Historia Salisburgensis, Mayr, Salzburg 1692.
- Theologia scholastica secundum viam et doctrinam D. Thomae, 4 Bände, Bencard, Augsburg 1695.